# FRÖSI
FRÖSI (Silbenwort von fröhlich sein und singen) war der Name einer Kinderzeitschrift, die in der DDR im Verlag Junge Welt publiziert wurde. Sie war das Magazin für Mitglieder der Pionierorganisation Ernst Thälmann.

## Namenserläuterung
Der Name „FRÖSI“ leitet sich von der Anfangszeile eines damals bekannten Pionierlieds von Hans Naumilkat (Fröhlich sein und singen) ab. Fröhlich sein und singen war zunächst der vollständige Titel, ab 1965 wurde die Kurzform eingeführt.

## Chronik und Inhalte bis 1990
Am 25. Juni 1953 erschien die Erstausgabe von FRÖSI mit 32 Seiten und einem Grußwort des damaligen FDJ-Vorsitzenden Erich Honecker; ihr folgten im ersten Jahr noch drei weitere Hefte. Entsprechend dem bis Ende 1955 gegebenen sechswöchigen Ausgaberhythmus gab es 1954 und 1955 jeweils acht Hefte. Danach kam die FRÖSI mit einem Umfang von zunächst 32 Seiten monatlich zu ihren Lesern. 1970 erhöhte sich die Seitenzahl auf 40; es gab mitunter auch einen abweichenden Heftumfang oder Doppelnummern (Heft 8/9 von 1969). Ihre Maximalauflage lag bei etwa 600.000. Bis zum November-Heft 1962 betrug der Verkaufspreis 50, danach 70 Pfennig.
Neben Propagandacomics (z. B. Wir bauen einen Panzer in der Ausgabe 9/1957), Aufrufen zum Sammeln von Sekundärrohstoffen, Kräutern und Beeren durch die Comicfigur Korbine Früchtchen und Grundsätzen zu Hygiene und Gesundheitsprophylaxe (Comicfigur Kundi) erschienen unter anderem die Bildgeschichten Ali und Archibald und Käpt’n Lütt von Horst Alisch, Mäxchen und Tüte von Richard Hambach, der Comic Atomino auf Basis eines italienischen Comics von Marcello Argilli und Vinicio Berti sowie Jürgen Günthers Otto und Alwin. Monatlich war ein DIN-A4-Farbdruck eines klassischen Gemäldes als Sammelbild beigelegt. Des Weiteren fanden sich Bastelvorschläge, Beiträge aus Natur, Wissenschaft und Technik in den Heften. Gelegentlich gab es Ausgaben mit Bastelbögen als Beilagen und, häufig in der Novemberausgabe, einen Weihnachtskalender.

## FRÖSI unterwegs
FRÖSI veranstaltete außerdem eine rollende FRÖSI-Disko bei Schulfesten. Bei Presse- und Volksfesten gab es häufig einen FRÖSI-Stand mit den aktuellen Ausgaben.

## Entwicklung nach der Wende
Nach einer Umbenennung in tandem im Jahre 1990 wurde die Zeitschrift mit der Abwicklung des Verlages Junge Welt durch die Treuhand im März 1991 eingestellt.
Im Juni 2002 erschien eine einzelne Ausgabe als Beilage zu einer Wochenendausgabe des Neuen Deutschlands als Versuch einer Wiederbelebung der FRÖSI als Magazin für Kinder. Noch im gleichen Jahr wurde eine weitere Ausgabe in mehreren Varianten erarbeitet. Nach mehrfachen Verschiebungen erschien die FRÖSI ab Mai 2005 – jedoch nur in den neuen Bundesländern – als monatliches 32-seitiges A4-Magazin für Kinder zwischen 8 und 12 Jahren mit einer Startauflage von 70.000 Exemplaren zum Preis von 2,10 Euro erneut. Die Zeitschrift wurde im November 2005 eingestellt. Gründe waren Absatzeinbrüche und damit einhergehende finanzielle Schwierigkeiten.

## Trivia
In den Känguru-Chroniken des Berliner Kleinkünstlers, Autors, Sängers, Kabarettisten und Poetry Slammers Marc-Uwe Kling findet die FRÖSI verschiedentlich Erwähnung als Zeitschrift, die von seinem fiktiven Mitbewohner, einem kommunistischen Känguru, gelesen und als „eine ideologisch etwas gefestigtere Variante von Yps“ vorgestellt wird. Zur Sprache kommt das Thema, weil das Känguru behauptet, „Wir Jungpioniere lesen gerne FRÖSI“ sei das 9. Gebot der Jungpioniere.